# Eleição primária e caucus do Partido Republicano no Missouri em 2012
A eleição primária do Partido Republicano no Missouri em 2012 foi realizada em 7 de fevereiro e o caucus de 15-24 de março exceto por uma reprogramação para 10 de abril. A eleição primária não determinou os delegados que serão enviados para a convenção nacional, sendo determinado indiretamente pelos caucuses e diretamente pelas convenções por distrito congressional de Missouri em 21 de abril e a convenção estadual em 2 de junho.
A situação incomum de ter tanto a eleição primária e o caucus para o mesmo partido no mesmo ano eleitoral em Missouri surgiu como resultado de uma mudança nas regras de nomeação do Partido Republicano. As primárias do Estado de Missouri foram previamente realizadas no início de fevereiro. Em setembro de 2008, o Comitê Nacional Republicano adotou um conjunto de regras que incluía uma disposição que nenhum dos estados, exceto Iowa, Nova Hampshire, Carolina do Sul e Nevada foram autorizados a iniciar o processo de seleção de delegados (incluindo ligação com as eleições primárias) antes da primeira terça-feira de março num ano eleitoral. Em 2011, os republicanos Assembléia Geral de Missouri tentou mudar a eleição primária para meados de março, mas o projeto foi vetado pelo governador democrata Jay Nixon por causa de uma cláusula limitativa de seu poder para preencher vagas em cargos eletivos estaduais. Em uma solução de compromisso, foi decidido que a eleição primária republicana seria feita sem ser comprometida, e os delegados seriam nomeados por caucus separados no final de março, uma mudança estimada para custar 7-8 milhões de dólares.
Foi a primeira vez desde 1996 que republicanos de Missouri usaram um sistema de caucus para nomear delegados para a Convenção Nacional Republicana.
Nos caucuses a escolha dos delegados é feita em reuniões políticas realizadas em residências, escolas e outros prédios públicos, nas quais os eleitores debatem sobre seus candidatos e temas eleitorais. Os delegados eleitos no caucus participam de convenções nos condados, nas quais são eleitos os delegados que irão às convenções estaduais que, por fim, definem os delegados a serem enviados à convenção nacional. O caucus de Missouri foi realizado tipo semi-fechado, onde participaram eleitores filiados ao Partido Republicano e eleitores sem partido político, chamados de independente. Nas primárias, a votação segue o formato tradicional, no qual os eleitores votam em seu candidato por meio de cédulas.

## Eleição primária
A primária foi amplamente descrita como um "concurso de beleza", devido à falta de delegados em jogo, mas também foi visto como uma oportunidade para Rick Santorum enfrentar Mitt Romney, devido à ausência de Newt Gingrich, que perdeu o prazo de inscrição na disputa e não estava na cédula. Santorum era o único candidato com campanha ativa no estado antes da primária.
A eleição primária foi vencida por Rick Santorum, que também venceu os caucuses republicanos de Colorado e Minnesota realizados naquele dia.
Havia um total de 326 438 de votos expressos no escrutínio partidário (incluindo votos para Democratas, Libertários e os candidatos do Partido da Constituição), uma participação de 7,99% de 4 085 582 eleitores registrados. Observando o baixo comparecimento dos republicanos, National Public Radio encontrou eleitores apáticos, pois a primária não comprometeu delegados aos candidatos.

## Caucuses
Os caucuses republicanos de Missouri ocorreram de 15 a 24 março de 2012, apesar de um segundo caucus para o Condado de Saint Charles teve de ser agendado para 10 de abril devido a irregularidades em seu caucus de 17 de março.
Os caucuses municipais elegem delegados para as convenções por distritais congressionais e para a convenção estadual, que por sua vez elegem 49 dos 52 de delegados de Missouri para a convenção nacional. No entanto, nenhuma eleição nos caucuses é feita para indicar os níveis de apoio do público em geral. De acordo com o partido estadual, "os frequentadores do caucus vão votar para os delegados, e com poucas exceções, esses delegados não estarão comprometidos a um determinado candidato. Como não há votação de preferência a um candidato, nem o Partido Republicano de Missouri, nem qualquer autoridade da eleição tem o direito de divulgar quaisquer informações relativas ao "vencedor" das caucuses.
Apesar da primária de fevereiro não ser comprometedora, os caucuses tiveram a opção de usar os seus resultados como base para a atribuíção de delegados. Rick Santorum visitou pessoalmente alguns caucuses, que o The New York Times descreveu como "parte da estratégia de campanha do condado-por-condado para tentar levar vantagem sobre Romney e pegá-lo na corrida dos delegados".

### Resultados
Os caucuses municipais elegem delegados para as convenções por distritos congressionais e para a convenção estadual. Delegados para a Convenção Nacional Republicana de 2012 serão eleitos em cada uma dessas convenções.

Resultados da eleição por condado:
Rick Santorum
Ron Paul
Mitt Romney
Newt Gingrich
Empate no Condado de Barry entre Romney e Santorum; Empate no Condado de Laclede entre Paul e Santorum
Condados que não se comprometeram com um candidato

| Candidato           | Condados |
| ------------------- | -------- |
| Rick Santorum       | 14       |
| Ron Paul            | 10.5     |
| Mitt Romney         | 2.5      |
| Newt Gingrich       | 1        |
| Não comprometeu-se  | 13       |
|                     |          |
| Não avaliado        | 73       |
| Ainda não realizada | 2        |
| Total               | 115      |

| Condado              | Vencedor                       | Delegados | Distrito | Fonte                |
| -------------------- | ------------------------------ | --------- | -------- | -------------------- |
| Adair                | Não comprometido (Uncommitted) | 9         | 6º       | [ 22 ]               |
| Andrew               |                                | 8         | 6º       |                      |
| Atchison             |                                | 3         | 6º       |                      |
| Audrain              |                                | 7         | 4º       |                      |
| Barry                | Romney/Santorum                | 14        | 7º       | [ 23 ] [ 24 ]        |
| Barton               |                                | 7         | 4º       |                      |
| Bates                |                                | 7         | 4º       |                      |
| Benton               |                                | 9         | 4º       |                      |
| Bollinger            |                                | 6         | 8º       |                      |
| Boone                | Paul                           | 53        | 4º       | [ 25 ] [ 26 ] [ 27 ] |
| Buchanan             | Não comprometido (Uncommitted) | 28        | 6º       | [ 28 ] [ 29 ]        |
| Butler               |                                | 17        | 8º       |                      |
| Caldwell             | Romne                          | 4         | 6º       | [ 30 ]               |
| Callaway             | Não comprometido (Uncommitted) | 17        | 3º       | [ 31 ]               |
| Camden               | Santorum                       | 12        | 3º       | [ 32 ]               |
| Cape Girardeau       | Santorum                       | 36        | 8º       | [ 33 ]               |
| Carroll              |                                | 5         | 6º       |                      |
| Carter               | Santorum                       | 3         | 8º       | [ 34 ]               |
| Cass                 | Santorum                       | 43        | 4º       | [ 35 ]               |
| Cedar                |                                | 6         | 4º       |                      |
| Chariton             | Santorum                       | 4         | 6º       | [ 36 ]               |
| Christian            | Santorum                       | 37        | 7º       | [ 37 ]               |
| Clark                |                                | 3         | 6º       |                      |
| Clay                 | Não comprometido (Uncommitted) | 23+55     | 5º,6º    | [ 38 ]               |
| Clinton              | Não comprometido (Uncommitted) | 9         | 6º       | [ 39 ]               |
| Cole                 | Romney                         | 35        | 3º       | [ 27 ]               |
| Cooper               |                                | 8         | 4º       |                      |
| Crawford             |                                | 9         | 8º       |                      |
| Dade                 |                                | 5         | 4º       |                      |
| Dallas               | Não comprometido (Uncommitted) | 7         | 4º       | [ 40 ]               |
| Daviess              |                                | 4         | 6º       |                      |
| DeKalb               |                                | 5         | 6º       |                      |
| Dent                 |                                | 7         | 8º       |                      |
| Douglas              | Paul                           | 7         | 8º       | [ 41 ]               |
| Dunklin              |                                | 11        | 8º       |                      |
| Franklin             | Paul                           | 40        | 3º       | [ 27 ] [ 42 ]        |
| Gasconade            |                                | 7         | 3º       |                      |
| Gentry               |                                | 3         | 6º       |                      |
| Greene               | Paul                           | 111       | 7º       | [ 27 ]               |
| Grundy               | Paul                           | 5         | 6º       | [ 43 ]               |
| Harrison             | Não comprometido (Uncommitted) | 4         | 6º       | [ 44 ]               |
| Henry                |                                | 9         | 4º       |                      |
| Hickory              |                                | 5         | 4º       |                      |
| Holt                 |                                | 3         | 6º       |                      |
| Howard               |                                | 4         | 4º       |                      |
| Howell               |                                | 16        | 8º       |                      |
| Iron                 |                                | 3         | 8º       |                      |
| Jackson              | Paul                           | 144+35    | 5º,6º    | [ 45 ] [ 46 ]        |
| Jasper               | Santorum                       | 46        | 7º       | [ 47 ]               |
| Jefferson            | Santorum (disputado)           | 15+39+19  | 2º,3º,8º | [ 48 ] [ 49 ]        |
| Johnson              |                                | 18        | 4º       |                      |
| Knox                 |                                | 2         | 6º       |                      |
| Laclede              | Paul/Sant                      | 16        | 4º       | [ 43 ]               |
| Lafayette            | Não comprometido (Uncommitted) | 14        | 5º       | [ 50 ]               |
| Lawrence             | Santorum                       | 17        | 7º       | [ 51 ]               |
| Lewis                |                                | 4         | 6º       |                      |
| Lincoln              | Santorum?                      | 19        | 3º       | [ 52 ]               |
| Linn                 |                                | 5         | 6º       |                      |
| Livingston           | Gingrich                       | 6         | 6º       | [ 53 ]               |
| Macon                |                                | 7         | 6º       |                      |
| Madison              |                                | 5         | 8º       |                      |
| Maries               |                                | 5         | 3º       |                      |
| Marion               |                                | 12        | 6º       |                      |
| McDonald             |                                | 8         | 7º       |                      |
| Mercer               |                                | 2         | 6º       |                      |
| Miller               | Não comprometido (Uncommitted) | 12        | 3º       | [ 32 ]               |
| Mississippi          |                                | 5         | 8º       |                      |
| Moniteau             |                                | 7         | 4º       |                      |
| Monroe               |                                | 4         | 6º       |                      |
| Montgomery           |                                | 5         | 3º       |                      |
| Morgan               |                                | 8         | 4º       |                      |
| New Madrid           |                                | 7         | 8º       |                      |
| Newton               | Santorum                       | 26        | 7º       | [ 47 ]               |
| Nodaway              | Paul                           | 8         | 6º       | [ 43 ]               |
| Oregon               |                                | 4         | 8º       | [ 54 ]               |
| Osage                |                                | 8         | 3º       |                      |
| Ozark                | Santorum                       | 5         | 8º       | [ 24 ]               |
| Pemiscot             |                                | 6         | 8º       |                      |
| Perry                |                                | 8         | 8º       |                      |
| Pettis               | Não comprometido (Uncommitted) | 16        | 4º       | [ 55 ]               |
| Phelps               | Não comprometido (Uncommitted) | 17        | 8º       | [ 56 ]               |
| Pike                 |                                | 7         | 6º       |                      |
| Platte               | Santorum/Gingrich              | 35        | 6º       | [ 57 ]               |
| Polk                 |                                | 13        | 7º       |                      |
| Pulaski              |                                | 14        | 4º       |                      |
| Putnam               |                                | 3         | 6º       |                      |
| Ralls                |                                | 5         | 6º       |                      |
| Randolph             | Não comprometido (Uncommitted) | 10        | 4º       | [ 58 ]               |
| Ray                  |                                | 8         | 5º       |                      |
| Reynolds             |                                | 3         | 8º       |                      |
| Ripley               |                                | 5         | 8º       |                      |
| St. Charles          | Paul                           | 59+88     | 2º,3º    | [ 59 ]               |
| St. Clair            |                                | 5         | 4º       |                      |
| St. Francois         | Santorum                       | 19        | 8º       | [ 60 ]               |
| St. Louis            | um caucus por cidade           | 67+250    | 1º,2º    | [ 27 ] [ 61 ]        |
| Saint Louis (cidade) | Paul                           | 36        | 1º       | [ 45 ] [ 46 ]        |
| Sainte Genevieve     |                                | 6         | 8º       |                      |
| Saline               | Santorum                       | 8         | 5º       | [ 62 ]               |
| Schuyler             |                                | 2         | 6º       |                      |
| Scotland             |                                | 2         | 6º       |                      |
| Scott                |                                | 17        | 8º       |                      |
| Shannon              |                                | 3         | 8º       |                      |
| Shelby               |                                | 4         | 6º       |                      |
| Stoddard             | Não comprometido (Uncommitted) | 14        | 8º       | [ 63 ]               |
| Stone                |                                | 16        | 7º       |                      |
| Sullivan             |                                | 3         | 6º       |                      |
| Taney                | Paul                           | 22        | 7º       | [ 64 ]               |
| Texas                |                                | 11        | 8º       |                      |
| Vernon               |                                | 8         | 4º       |                      |
| Warren               |                                | 13        | 3º       |                      |
| Washington           |                                | 7         | 8º       |                      |
| Wayne                |                                | 6         | 8º       |                      |
| Webster              |                                | 11+4      | 4º,7º    |                      |
| Worth                |                                | 2         | 6º       |                      |
| Wright               |                                | 9         | 8º       |                      |

## Pesquisas de opinião
| Fonte da pesquisa                                                              | Data                                   | 1º                | 2º                | 3º                   | Outro |
| ------------------------------------------------------------------------------ | -------------------------------------- | ----------------- | ----------------- | -------------------- | --- |
| Public Policy Polling Margem de erro: ±3.2% Entrevistados: 958                 | 6 de fevereiro de 2012                 | Rick Santorum 45% | Mitt Romney 32%   | Ron Paul 19%         | Outro 4%                                                                                                   |
| Public Policy Polling Margem de erro: ±4.1% Entrevistados: 574                 | 27–29 de janeiro de 2012               | Newt Gingrich 30% | Rick Santorum 28% | Mitt Romney 24%      | Ron Paul 11%, Outro/Não sabe 7%                                                                            |
| Public Policy Polling Margem de erro: ±4.1% Entrevistados: 574                 | 27–29 de janeiro de 2012               | Rick Santorum 45% | Mitt Romney 34%   | Ron Paul 13%         | Outro/Não sabe 8%                                                                                          |
| Public Policy Polling Margem de erro: ±4.1% Entrevistados: 574                 | 27–29 de janeiro de 2012               | Newt Gingrich 43% | Mitt Romney 42%   |                      | Não sabe 15%                                                                                               |
| Public Policy Polling Margem de erro: ±4.1% Entrevistados: 574                 | 27–29 de janeiro de 2012               | Mitt Romney 60%   | Ron Paul 27%      |                      | Não sabe 13%                                                                                               |
| Public Policy Polling Margem de erro: ±4.1% Entrevistados: 574                 | 27–29 de janeiro de 2012               | Rick Santorum 50% | Mitt Romney 37%   |                      | Não sabe 13%                                                                                               |
| Public Policy Polling Margem de erro: ±4.9% Entrevistados: 400                 | 9–12 de setembro de 2011               | Rick Perry 31%    | Mitt Romney 15%   | Herman Cain 10%      | Newt Gingrich 10%, Michele Bachmann 9%, Ron Paul 8%, Jon Huntsman 2%, Rick Santorum 1%, Outro/Não sabe 14% |
| Public Policy Polling Margem de erro: ±4.9% Entrevistados: 400                 | 9–12 de setembro de 2011               | Rick Perry 55%    | Mitt Romney 27%   | Não sabe 19%         | |
| Wilson Perkins Allen Opinion Research Margem de erro: ±5.8% Entrevistados: 284 | 10–11 de agosto de 2011                | Mitt Romney 25%   | Rick Perry 22%    | Michele Bachmann 13% | Newt Gingrich 7%, Herman Cain 6%, Ron Paul 5%, Rick Santorum 2%, Jon Huntsman 1%, Indeciso/Outro 20%       |
| Public Policy Polling Margem de erro: ±4.9% Entrevistados: 400                 | 28 de abril – 1 de maio de 2011        | Mike Huckabee 28% | Mitt Romney 13%   | Donald Trump 12%     | Newt Gingrich 10%, Michele Bachmann 9%, Sarah Palin 8%, Ron Paul 6%, Tim Pawlenty 5%, Outro/Indeciso 9%    |
| Public Policy Polling Margem de erro: ±4.9% Entrevistados: 400                 | 3–6 de março de 2011                   | Mike Huckabee 29% | Newt Gingrich 19% | Sarah Palin 14%      | Mitt Romney 13%, Ron Paul 7%, Mitch Daniels 4%, Tim Pawlenty 3%, Haley Barbour 2%, Outro/Indeciso 10%      |
| Public Policy Polling Margem de erro: ±4.9% Entrevistados: 400                 | 29 de novembro – 1 de dezembro de 2010 | Mike Huckabee 27% | Sarah Palin 25%   | Newt Gingrich 15%    | Mitt Romney 14%, Ron Paul 5%, Tim Pawlenty 3%, John Thune 2%, Mitch Daniels 1%, Indeciso 9%                |
| Public Policy Polling Margem de erro: ±4.9% Entrevistados: 400                 | 27–29 de março de 2010                 | Mike Huckabee 32% | Sarah Palin 28%   | Mitt Romney 22%      | Indeciso 18%                                                                                               |